# Ел Ниньо
Ел Ниньо (от испански: El Niño) е топлата фаза на Южното колебание, квазипериодично изменение в температурата на повърхностния слой на водата в екваториалната част на Тихия океан.
Ел Ниньо се характеризира с ивица топли океански води, навлизаща в централния и източно-централен екваториален пояс на океана (приблизително между линията на смяна на датата и 120° западна дължина) и достигаща до крайбрежието на Южна Америка. Тези условия са свързани с високо атмосферно налягане в западния Тихи океан и ниско налягане в източните му части. Фазата Ел Ниньо обикновено се повтаря през около четири години, но според наличните данни циклите могат да продължават между две и седем години. В процеса на развитие на Ел Ниньо валежите се концентрират в периода септември-ноември. Студената фаза на Южното колебание е Ла Ниня, при която повърхностните води в източния Тихи океан са по-хладни от средното, а атмосферното налягане е високо на изток и ниско на запад. Цикълът на Южното колебание, включващ Ел Ниньо и Ла Ниня, оказва влияние върху температурите и валежите по целия свят.
Развиващите се страни, зависими от селското стопанство и риболова, най-вече разположените около Тихия океан, са най-силно засегнати от ефектите на Ел Ниньо. Наименованието „Ел Ниньо“, създадено преди столетия от перуанските рибари, означава „момчето“ или, в случая – „младенецът“, тъй като по бреговете на Южна Америка ефектите от явлението са най-силни около Рождество Христово.

## Определение
Първоначално наименованието „Ел Ниньо“ се отнася за ежегодно слабо топло морско течение с посока от север на юг, появяващо се по крайбрежието на Еквадор и Перу около Рождество Христово. С времето неговото значение се изменя и днес понятието обозначава топлата и отрицателна фаза на Южната осцилация – затоплянето на океанската повърхност или повърхностни температури на морската вода над средното в централните или източни тропически области на Тихия океан. Това затопляне предизвиква изместване на атмосферната циркулация, при което валежите намаляват в Индонезия и Австралия, а се усилват, заедно с тропичните циклони в тропическите области на Тихия океан. Пасатите в ниските слоеве на атмосферата, които обикновено духат от изток на запад по дължината на екватора, отслабват или напълно обръщат посоката си.
При продължителни прояви на Ел Ниньо понякога след първоначалния връх се наблюдава и вторичен максимум в повърхностните температури на морската вода в крайните източни области на Тихия океан.
Смята се, че Ел Ниньо се повтаря в продължение на хиляди години. Така например, Ел Ниньо изглежда оказва влияние на културата моче в днешно Перу с нейните човешки жертвоприношения, целящи предотвратяване на дъждовете. Известни са и химически маркери за повишени повърхностни морски температури и увеличени валежи в резултат на Ел Ниньо при проби от корали на възраст около 13 хиляди години. Към 1525 година, когато Франсиско Писаро пристига в Перу, той отбелязва валежи в пустините, което е и първото писмено свидетелство за ефектите на Ел Ниньо. Съвременните методи за изследване и анализ на данните установяват поне 26 повторения на Ел Ниньо от 1900 година насам, като тези през 1982 – 1983, 1997 – 1998 и 2014 – 2016 са сред най-силните известни.
В наши дни различните страни имат различни технически дефиниции за това какво представлява Ел Ниньо, като те са пригодени към специфичните интереси на съответната страна. Например, Австралийското бюро по метеорология разглежда пасатите, индекса на Южната осцилация, метеорологични модели и температурата на морската повърхност в областите Ниньо 3 и 3.4 преди да обяви наличие на Ел Ниньо. Центърът за предвиждане на климата на Съединените щати и Международният изследователски институт за климата и обществото наблюдават температурата на морската повърхност в областта Ниньо 3.4, атмосферата над тропическия Тихи океан и дали прогнозите на Националната океанска и атмосферна служба са за поне +0,5 °C в продължение на няколко поредни сезона. В същото време Японската метеорологична агенция обявява Ел Ниньо за започнало, когато отклонението в средната петмесечна температура на морската повърхност за областта Ниньо 3 е над +0,5 °C за шест или повече последователни месеца. Перуанското правителство обявява, че крайбрежно Ел Ниньо е налице, когато температурата на морската повърхност в областите Ниньо 1 и 2 е повишена с +0,4 °C за поне три месеца.

## Прояви на явлението
Хронология на проявите на Ел Ниньо между 1900 и 2019 г.
От началото на XX век са наблюдавани поне 30 прояви на Ел Ниньо, като сред най-силните са тези от 1982 – 1983, 1997 – 1998 и 2014 – 2016 година. От началото на XXI век прояви на Ел Ниньо са регистрирани през 2002 – 2003, 2004 – 2005, 2006 – 2007, 2009 – 2010, 2014 – 2015 и 2018 – 2019 година.
Обикновено аномалията се наблюдава на неравни интервали от между две и седем години и продължава от девет месеца до две години. Средната дължина на цикъла е пет години. Когато явлението е с продължителност седем до девет месеца, то се нарича „условия Ел Ниньо“, а когато е по-дълго – „епизод Ел Ниньо“.
Няма съгласие по въпроса дали Глобалното затопляне би повлияло на честотата, силата и продължителността на Ел Ниньо, като различните изследвания за развитието на явлението през последните години стигат до напълно противоречиви заключения.

## Културна история и праисторически данни
Редуването на Ел Ниньо и Ла Ниня през между две и седем години е наблюдавано, макар и с малки амплитуди, поне през последните три века, но има данни за наличие на силни колебания през ранния холоцен, преди 10 хиляди години. Неблагоприятните ефекти на Ел Ниньо засягат цивилизацията на инките и може би довеждат до упадъка на моче и други ранни култури в Перу. Някои изследвания свързват силна проява на Ел Ниньо през 1789 – 1793 година с лошите реколти в Европа, които от своя страна спомагат за началото на Френската революция, а подобен ефект през 1876 – 1877 година – с най-смъртоносния масов глад през 19 век. Само гладът в Северен Китай през 1876 година отнема живота на близо 13 милиона души.
Самото наименование „Ел Ниньо“ е регистрирано за пръв път във връзка с климата през 1892 година, когато капитан Камило Карийо съобщава пред конгрес на географско дружество в Лима, че перуанските моряци наричат така топлото северно течение Ел Ниньо („момченцето“, „младенецът“), тъй като то е най-забележимо около Рождество Христово.
Явлението предизвиква силен интерес заради неговото въздействие върху добива на гуано и други дейности, свързани с биологичната производителност на океана. То е засвидетелствано още през 1822 година от картографа Жозеф Латрик от френската фрегата „Клоринд“, който отбелязва „противотечението“ и ползата от него при плаване на юг покрай перуанското крайбрежие. През 1893 година Чарлз Тод отбелязва, че сушите в Индия и Австралия съвпадат по време с Ел Ниньо. През 1895 година Песет и Егигурен забелязват връзка между явлението и наводненията. През 1924 година Гилбърт Уокър наблюдава свързаните с Ел Ниньо промени в атмосферното налягане в западната част на океана и въвежда понятието Южно колебание.
Силната проява на Ел Ниньо през 1982 – 1983 година предизвиква засилване на интереса към явлението в научните среди. През 1990 и 1994 година Ел Ниньо се проявява след необичайно кратък период. Силният Ел Ниньо през 1998 година според някои оценки довежда до загиването на 16% от рифовите екосистеми в света, като временно повишава температурата на въздуха с 1,5 °C, в сравнение с обичайното за Ел Ниньо увеличение с 0,25 °C.

## Основни характеристики на Ел Ниньо/Ла Ниня
Ел Ниньо е затоплянето на водата на повърхността в източноекваториалната част на Тихия океан, като това явление няма точен период – той варира между 2 до 7 години, като трае около 1 – 2 години. Средният период е 5 години. Южните ветрове по западното крайбрежие на Южна Америка допринасят за появата на студена и богата на хранителни вещества вода, която издържа големи рибни стада. Малко преди края на всяка календарна година идва топло течение с тропическа и бедна на хранителни вещества вода, което измества студената вода на Перуанското течение.

## Ефекти върху глобалния климат
Ел Ниньо се отразява на глобалния климат и нарушава нормалните климатични модели, което може да доведе до силни бури на някои места и засушавания на други.

### Ефекти на топлата фаза (Ел Ниньо)
Въздействието, което Ел Ниньо оказва върху времето, зависи от географското положение, сезона и отделния случай. Типично за зимите е да са по-топли от обикновено в северните щати от Средния запад в САЩ, докато в Централна и Южна Калифорния, както и в югоизточните щати, са по-топли от обичайното. Тихоокеанските северозападни щати, от друга страна, са по-сухи по време на Ел Ниньо.

### Ефекти на студената фаза (Ла Ниня)
За разлика от Ел Ниньо, по време на Ла Ниня щатите в Средния запад са по-сухи от обикновено. Често Ел Ниньо се свързва със сухи и горещи лета в части на Южна Америка и Европа, въпреки че западното крайбрежие на Южна и Централна Америка могат да бъдат много по-топли от обичайното. Често има засушаване в Австралия и Африка.